# ユーベルブラット
『ユーベルブラット』（Übel Blatt）は、塩野干支郎次による日本のファンタジー漫画作品。タイトルはドイツ語で「邪悪な刃」"übeles Blatt" を意味する。「最凶のダーク・ファンタジー」を謳い、復讐のために蘇った主人公ケインツェルの壮大な復讐劇を描く。
2004年にスクウェア・エニックスの発行する季刊の漫画雑誌『ガンガンYG』の壱号から参号までに3話分掲載。同4年12月、『ガンガンYG』の後継誌となる月2回刊誌『ヤングガンガン』（同社）の創刊号から引き続き連載された。暫く休載が続いていたが、2011年8月には『増刊ヤングガンガンビッグ』（同社）vol.3にて掲載され、同11年12月創刊の後継誌『月刊ビッグガンガン』（同社）2012Vol.01にて連載が再開し、2019年Vol.04にて完結した。
2010年までの国内売り上げを海外売り上げが上回っており、国外での人気が高い。フランスでは2011年の時点で累計40万部の売り上げがあった。
続編となる『ユーベルブラットII 死せる王の騎士団』が『月刊ビッグガンガン』（同社）にて2024年Vol.03より連載中。
メディアミックスとして、テレビアニメが2025年1月から3月まで放送された。

## ストーリー
物語の舞台は、妖精や魔物、魔法が存在する世界「サーランディエン」にある、サーラント帝国。
神託暦3968年、帝国は結界の向こうから現れる異形の魔物「闇の異邦（ヴィシュテヒ）」の脅威に晒されていた。時の皇帝は14名の勇者に聖なる槍を与え、「闇の異邦」を封じる使命を命じた。旅の最中、3人が犠牲となり、彼らは「尊き未帰還者」と呼ばれた。その後に4人が「闇の異邦」に寝返り、彼らは「裏切りの槍」と呼ばれ、残った7人に討たれた。そして神託暦3972年、残る7人は封印の使命を果たし、彼らは「七英雄」として称えられ、人類は束の間の平和を手に入れた。
しかし、歴史の真実は異なっていた。実際に命を賭して「闇の異邦」を封じたのは「裏切りの槍」と呼ばれた4人の方だったのである。「七英雄」は途中で怖気づき、使命を放棄しただけでなく、使命を終えて戻った4人を己の名誉のために殺害したのだった。瀕死の傷を追いながらも生き延びた帝国最強の剣士「アシェリート」は 自分と仲間をあざ笑いながら切り刻んだ真の裏切り者である七英雄への復讐を誓い、妖精の力を得て亜人となって蘇った。
3992年、ケインツェルと名を変えたアシェリートは、辺境伯領で「裏切りの槍」を名乗って領民を苦しめていた4人を殺害し、辺境の人々を救う。七英雄のグレンに仕える七槍騎士団のロズンは彼を英雄として迎えようとするが、事実を知り苦悩する。さらにケインツェルは過去の大戦時にヴィシュテヒの侵攻を防ぐために築き、今では差別と腐敗の温床となっていた巨大な壁「千の石槍」を破壊し、辺境伯領での混乱を鎮めるためにやってきた七英雄の下へと向かう。
ケインツェルはグレンを強襲するが失敗し、同時に彼に対する民衆の信頼と、七英雄の威光によって国が平和になった現実を見せつけられ愕然とする。しかし、七英雄のシュテムヴェレヒが、その威光の影で悪事を働いていることを知り、彼らの欺瞞を断罪するための旅を続けることを決意。旅の途中で自分を慕うようになったアト達の力を借り、非道な人体実験を行なっていたシュテムヴェレヒを惨殺する。
次の目標であるバレスターが統治する、砲台伯の領内にある自由都市ユラス・アプラスに辿り着いたケインツェル達は、七槍騎士団のエルサリア達によって足止めを食らう。しかし、復讐者の影に怯え心を病んだバレスターが、秘密裏に建造していた浮遊城を使い自由都市への侵攻をはじめる。エルサリア達はその暴挙を止めるためケインツェルに手を貸す。ケインツェルはバレスターを殺し、その直後に現れた「裏切りの槍」のクファーの息子イクフェスと剣を交えた後、逃亡する。
皇帝からケインツェル討伐の命を受けたグレンは討伐隊を各領に派遣するが、それをよく思わないレベロントが対立し、内輪揉めを始める。ケインツェルはその混乱に乗じてグレンを討ち逃亡。その後もレベロントはグレンへの対抗心から七槍騎士団のケインツェル捜索を認めず、ケインツェルはその隙に侯領内を脱出する。
ケインツェルはクファーの故郷イェブルへとたどり着き、名を貶められたイェブナレス家の安否を確認する。そのころ、討伐の命を引き継いだレベロントがイェブルに軍を派遣し、侵攻中止の条件にケインツェルを差し出すことを命じる。ケインツェルは自ら姿を晒し、イクフェスと再び一騎討ちを迫られる。彼がクファーの息子と知ったケインツェルは、一時復讐を忘れ彼に奥義「黒翼」を伝授する。イェブルの人々はイクフェスを称賛するが、ケインツェルはレベロントの突然の砲撃によって行方不明となる。
その暴挙にイェブルの人々は反抗するが、間もなく鎮圧される。それから暫くして、帝都で行われる「十王家の円卓」でエルサリアはレベロント達の暴挙を訴えるも、レベロントの武力に怯える十王家に願いは伝わらず、その不甲斐なさに呆れたエルサリアは七槍騎士団を抜け、ロズンはイシューディーンに望みを託し帝都に残った。
その後、帝国軍総統となったレベロントはヴィシュテヒとの開戦を宣言。その横暴を止め実権を奪うために、選帝侯達は新皇帝の選出を決める。それを阻止するためレベロントの息子のグエルードが選帝侯の城に攻撃を行うが、エルサリアと生きていたケインツェルが参戦する。
幼いころから自身の柔弱な性格に劣等感を感じていたグエルードは「英雄殺し」であるケインツェルを討つことで払拭しようとするが、勢いを巻き返したエルサリアやケインツェルに押されはじめる。後詰めをしていた兄・バラントに後退を命じられるが特攻し戦死した。後継ぎとして期待していたグエルードを失ったことで、レベロントは暴走を始める。
選帝侯の集結を阻止せんとするレベロントだが、目前に現れたケインツェルに対してイクフェスを従えての直接対決に臨む。その最中、イシューディーン竜伯の領内から巨大な浮遊城「天槍城」が出現、竜伯に伴われて入場する若い騎士は「グレン」と呼ばれた。
イクフェスの間合いに牽制されて苦戦するケインツェルだが、浮上した「天槍城」からグレンによる宣戦布告が下されるが、ガイエラルの先制攻撃によって手痛い反撃を受け、撤退。ここに七英雄同士が対立する「英雄戦争」が開戦した。
3993年、「英雄戦争」開戦から3ヶ月。グレンとレベロントの戦いは各地に飛び火し、人々を恐怖に陥れていた。クローツェン北東部の城に移ったレベロントは自身の窮状を他者に転嫁するほどに追い詰められていく。一方、グレンも自身の復活を認められない配下を粛清し、七槍騎士団を解散させる。
グレンに追い詰められる状況からログズナーとスパズはイクフェスを伴い、和平交渉を装った暗殺を企むが失敗。グレンは戦争を終わらせるための総攻撃を決断する。1ヶ月後、自身が勝利する妄想と疑心暗鬼に捕らわれるレベロントに対してグレンの下に降ったログズナーからの降伏勧告が伝えられる。
（グレンが死んだとされた事実から）レベロントに付いていたギュレングルフとニルゲンフェレトは、脱出に失敗し取り残されたことでレベロントの首と引き換えにした助命を画策するが、城内に潜入していたケインツェルに討たれた。
父であるレベロントを見限り、グレンの下でサーランディエン統一と言う夢を叶えようとするログズナーとスパズに追い詰められ、ガイエラルの時間稼ぎで辛うじて脱出しようとするレベロントだが、先回りしていたケインツェルに討ち取られた。

## 登場人物
声の項はテレビアニメ版の声優。

### ケインツェル一行
ケインツェル
声 - 広瀬裕也
左目を縦断するように大きな傷を顔に持ち、長く緑がかった金髪を三つ編みにした亜人の美少年。
少女とも見紛う容姿でありながら剣術と体術に天賦の才を持っており、右腕から現れる4本の巨大な黒い剣を操る。千の石槍の外、「辺境」において逆賊の集団「黒翼剣軍」を単独で攻め落としたことから「辺境の英雄」「黒い剣の男」の通称で知られているが、シュテムヴェレヒ方伯を殺害してからは「英雄殺しの逆賊」と呼ばれている。
正体は裏切りの槍の一人であるアシェリート。かつて「刃匠（ブラットマイスター）」の称号を戴き、帝国最強と謳われた剣士であった。見た目こそ少年であるが神託歴3952年ごろの生まれで実年齢は40歳。若いころは純粋な性格であったが、純粋さゆえに人間臭さに欠けるきらいもあった。現在は年相応の態度を身に付けているが、見た目が若いため年寄臭いともいえる。
苦難の末に使命を果たした自分と仲間3人を斬り刻んだ、真の裏切り者である七英雄への復讐のみを目的に生きる。しかし、本質的には心優しい男であり、復讐の対象である七英雄に対しても、かつて仲間として共に戦い旅した記憶と裏切られた憎しみの間で苦悩する様子もある。少年のような外見でありながら、女性に対してやり手のテクニシャンであり、０巻では精力も絶倫の女殺しである事が描写されていた。かつては捨て子であり、刀鍛冶のもとで育ったが、刀の鍛錬や剣の型を見よう見まねでほぼ完璧に行えるなど特異な才能があり、剣術においては教えを受けた師以上の達人となった。
元々は普通の人間であったが、死の森にて七英雄に裏切りにあい瀕死の重傷を負った際、高位妖精（ホッホ・エルフェ）を喰らい融合したことで亜人となり生き延びた。高位妖精と融合したことから「妖精の声が聞こえる」「月の光を浴びることで本来の力を発揮する（力が回復する）」などの高位妖精の特性が身に付いており、月光の下では「黒い剣」を操ることができる。又、肉体が成長や老化などの変化を見せていないのも高位妖精の力によるものと思われる。しかし同時に、人間の身体のときよりも脆弱であり、剣技が以前の身体で習得したものであることの問題や、黒翼を使うと今の身体では耐えられないなどの問題を抱えている。実際に問題があるかは不明だが、その全身には七英雄に斬り刻まれた傷跡が残っている。
皇帝ラルゴールと再会して汚名を払拭されたことから「アシェリート伯」となり、七英雄の領地をエルサリアと折半する立場となる。一度殺したはずのグレンが蘇って引き起こした戦争（後にグレン王戦争と呼ばれる）において、彼を完全に滅ぼして全ての因縁に決着を付けた後、新皇帝となったエルサリア1世の下で最前線の後方地となる城に詰めているが、そこに裏切り者や自身をも含めた「14人の仲間全員の墓碑」を用意していた。これはグレンが建てたものと比べると、一見しては誰の墓なのか分からないほど細やかなものであった。
グレン王戦争から一年後、アシェリート副王となったケインツェルは、未だ各地に残っていた賊軍による反乱を鎮圧する任に付いていた。それにも終わりが見えてきた頃、帝国南方の棄てられし帝国領と呼ばれるヘレニルドにおいてかつてない規模で集ったグレン軍残党「死せる王の騎士団」が活動を強め、サーリオンで開催されていた戦勝記念式典に、皇帝への刺客として残党軍騎士イルガフが送りこまれる事態にまで発展。再び大規模な戦へと赴く事となった。
アト
声 - 華成結
クシャールンド首領家第三王女。初登場は０巻。“僕”という一人称を使い、ショートの髪型や喋り方もボーイッシュだったため、ズボンを脱がされるまでケインツェルに少年だと思われていた。兄のクラトを慕い、傍にいたいがために男のような格好をしてまで戦士となる決意を固めていたが、己の力不足で結局何も守れなかった。2巻で「復讐の黒装束」に身を包んで再登場した際のキャラデザインは、下半身の露出が激しいまるで下衣を履き忘れたかのような扇情的な格好だった。その後は普通の服装に着替えるが、潜伏するために際どい衣装で踊り子に扮したり、戦いで下着が見えたり服がほとんど破損して裸同然の姿になったりとサービス要員も務める。
当初はクラトの命を奪ったケインツェルを仇とみなし命を狙うも、実際には彼に非が無かったことを認めて謝罪。以来ケインツェルに強く惹かれ、アルテアやピーピと共に旅に同行する。ケインツェルの正体と目的を知っており、彼の復讐を肯定し、また、彼が「逆賊」と呼ばれることを嫌い「裏切りの槍」の真実を明らかにすべきであると考えている。
大剣や二刀流を駆使し、剣術は未熟なものの大きな素質を感じさせる部分がある。自由都市ユラス・アプラスでの戦いで重傷を負い生死の境をさまようが、ケインツェルから「妖精の血」を傷口に注ぎ込まれたことで一命を取り留める。また、血の影響によって毛髪が変色し、背中や傷跡にケインツェルと同じ小さな羽根のようなものが一時的に生えた。この戦い以降ケインツェルに同行する事を許され、彼の弟子となる。
イェブルではぐれたケインツェルと再会した際に贈られた連結式の特殊な双頭剣を使うようになる。グレン王戦争ではケインツェルと共に打った妖精鉱の剣（柄の長い仕様）を使った。
グレン王戦争終結後は、副王となったケインツェルの補佐として主席執政官の地位に就いて帝国に仕えている。帝国の臣民からも、戦争を終結させた英雄の一人として敬われている。
ピーピ
声 - 立花日菜
辺境の亜人種ミルエル・ミラエル族の少女。
本名は不明で、ピーピという名前はケインツェルが咄嗟につけたもの。かなり小柄で、まだ幼く見える容姿をしている。国境を超えるためケインツェル達に同行。後にケインツェルの正体と目的を知ってからも同行を続ける。ユラス・アプラスの争乱後、再び離れてしまったケインツェルと再会するために、エルサリアと同行しイェブルにて再会を果たす。
彼女の属するミルエル・ミラエル族は濃い「妖精の血」を引いており、精霊との親和性が相当に高い。エルサリアの仲間であるエルツェンから簡単なレクチャーを受けたことでかなり強力な精霊魔法が使えるようになり、修羅場を潜り抜けているうちに強烈な投石でヘヴィアーマー兵の顔面を潰して殺害するシーンもあるほどの猛者となっていく。
グレンとの決戦でも火の精霊を使役して敵兵を焼き払い、イクフェスの元まで妖精鉱の剣を届ける活躍を見せた。
アルテア
声 - 上田瞳
国境の町リエルデ・フェレムで密航屋を営む女主人。裏社会で生きて来たためそれなりに荒事に対処はできるが、元々が民間人でありその戦闘能力はさほど高くない。ケインツェルと昔の恋人の面影が重なるため、彼に好意を抱いている。やはりケインツェルの正体と目的を知ってからも同行している。
自由都市ユラス・アプラスでの戦い以降、都市に残り自衛団のリーダーを任されることになる。彼女の旅はここで一旦終わり、エルサリア達と同行する事になったゲランペンやピーピを見送った。帝国軍の反攻開始に際しては補給物資の調達と配給を手配した。
ヴィド
声 - 増田俊樹
眼帯をつけた黒髪長髪の男。紐のついたチャクラムの投擲を得意とする。元々は盗賊であったが、2年前に猛獣に襲われたところをクシャールンド首領家のクラトに救われて以来、臣下として仕えている。方伯軍によって捕らえられた第二王女のシャーレンを救うためにケインツェルと共に行動し、彼女の救出に成功する。その後はアトのことをケインツェルに託し、シャーレンと共に国へ戻ったのちに彼女と婚姻して王となる。
グレンとの決戦ではクシャールンド王としてケインツェル一行に合流する。ケインツェルの打った妖精鉱の剣（柄の長い仕様）を持って怪物化した兵を倒す遊軍として活躍した。
ゲランペン
声 - 松田健一郎
方伯軍百人隊長。義兄弟の間柄であるファーゴを「お兄ちゃん」と呼び慕う、自称「神護りの戦妖精」。髭面・スキンヘッド・刺青の3つが揃った強面だが、正義感が強く弱者に優しい大男で、心は純情乙女で喋り方もオカマ口調とかなり濃いキャラ。信頼していたファーゴの本性に迷いが生じ、騙されて非道な任務をやらされていたのかどうか真実を確かめるためにケインツェルたちに手を貸すが、再びファーゴに騙されて背後から刺される。持ち前の生命力から一命は取り留めたものの、ファーゴの亡骸を抱き留めたまま崩れ落ちる城の中に姿を消す。
しかし、ファーゴの身体に埋め込まれていた触手に憑り付かれ、その生存本能に助けられたことで生き延び、自由都市ユラス・アプラスの地下水道へと流れ着く。この地でピーピやアルテラと再会したゲランペンは、生きながらえた命を罪滅ぼしに使うことを心に決める。その後はケインツェルを追う旅に出たピーピたちに同行する。ケインツェルの復権以降は彼の軍の千人長として働き、戦後は最前線の城を纏める将軍位に就いている。

### 七英雄
グレン
声 - 井上和彦
侯爵。七英雄のリーダー格。イェブルの領主を務める。元より貴族出身だが、ヴィシュテヒ封印の功によって確固たる地位と名声を得る。ケインツェルの左目の傷は、アシェリートを殺すときに彼がつけた傷である。上からも下からも人望が厚く、七英雄の中でもっとも民衆に人気がある。帝国最強の戦力・七槍騎士団を部下に従える。
皇帝に“英雄殺しの逆賊”討伐の指揮権を与えられ、ケインツェル討伐に乗り出す。クローツェンにてケインツェルたちを囲い込むことに成功するが、対抗意識を燃やしたレベロントの横槍でケインツェルを逃し、さらに本陣に斬り込んできたケインツェルによって討たれた。だが数ヶ月後、イシューディーン竜伯が準備していた「天槍城」に若返った姿で現れる。その身には闇の異邦の技術で作られた「種」が植えられており、ケインツェルに斬られた際にグエンの肉体そのものをエサに再構成した。ケインツェルの手で逆袈裟に斬られた傷跡が残っており、肉体を乗り換えたと言う類の物ではない。
レベロントの暴走を諌めるが、自らは「グレン王」を名乗り竜伯軍と新たに組織した「天槍騎士団」を率いて帝国と戦争を始める。自身の若返りと復活を含めて、闇の異邦由来のかなり高度な魔導技術を手に入れ、従属を誓った者たちに人外の「力」を与えている。その力を持って自らを頂点とした新しい時代を築くという野望を抱き、妖精鉱で作られた魔導兵器「天の槍」で死の森の封印を破壊して闇の異邦へ攻め込もうとしたが、世界を守るためケインツェル達と志を同じくする帝国軍の必死の抵抗により、封印に穴こそ開けられたが天の槍を破壊するため放たれた魔導兵器の砲撃に巻きこまれて死亡する。だが愛妾でもあった部下の手によって三度復活。もはや人の姿ですらない醜い怪物となってまで戦いを続けようとするが、妖精の力を開放したケインツェルによって完全に滅ぼされる。その際ケインツェルに、人間の強さを信じるお前の信念は美しいが間違っている、いずれ人の弱さゆえの醜さを思い知ることになると捨て台詞をはいた。
承認欲求の塊で自尊心が非常に高い反面心の弱い人物であり、真の英雄であった4人を裏切ったのも、封印において最後に怖気づいて何も成しえなかった自分が英雄として民達からの称賛を浴びるためであった。剣の館を訪れた際にグーリェに対して「（帝国を裏切った）アシェリートたちを殺したことは自分（たち）の犯した罪だった」と語ったり「その罪をあがなうためにも帝国を守る」として、善政を布いたり反省や後悔のポーズを表向きには見せていたが、過去の真実（本当の裏切り者は誰だったのか）を公表しない上に、自由都市に暴虐を働いたバレスターの行為には自分達を棚に上げて真実を明らかにすべきだとほざくなど、保身と自己正当化のために平気で嘘をつき続ける卑劣漢であるという人物像が変わることはない。だが一応、七人の中では最も後ろめたさを抱いていたのも事実ではあり、それを誤魔化すために手にかけた四人の立派な慰霊碑を建てさせていた。
実は現皇帝の息子であった。自分たちも封印の旅に選ばれた英雄でありながらアシェリートがさらに飛びぬけて優れていることに強い劣等感を抱いており、それがアシェリートたちを裏切るきっかけになった。
シュテムヴェレヒ
声 - 楠大典
方伯。モランの領主を務める。元は山賊。投げナイフと二刀流の剣術が得意。石工の技術ももつ。
賊上がりでありながらかつては国と民のために戦った勇士であったが、自らの欲望を抑えられない性質で、結局は欲のためにアシェリート達を裏切り、偽りの英雄となって権力を得た後も隠れて非道を働くような人物へと堕落した。不老不死となることで永遠に英雄として崇められるという野望を抱き、辺境から亜人種の娘を攫い、自らの肉体に移植することで妖精の不老の力を手に入れようとしていた。実際、幾人もの亜人の娘によって四肢を強化、常人離れした身体能力を獲得しており、不老不死に対する執着はケインツェルの正体に気付いても、その若さを称賛し「最高の研究材料だ」と言い放つほど。
ケインツェルと壮絶な戦いを繰り広げたが、妖精の悲鳴によって姿が豹変したケインツェルに切り刻まれた。
バレスター
声 - 内田直哉
砲台伯。レムダの領主を務める。元はレムダの商人の息子で大商人になるのが夢だったが、商人としての才能が無いと父親に言われ、旅の中で多くのことを学んで欲しいと願った父の命令で闇の異邦封印の使命の旅に参加した。元がただの商人見習いだったために小心者の臆病者で、過去の回想でも戦いでアシェリートに敵から守られる、真の英雄である4人を殺した際も他の6人の後ろから隠れるように槍で突いているなど、戦士として活躍していた場面はない。
ケインツェルによってシュテムヴェレヒが討たれて以降、自らを狙っているであろう刺客の影に怯え続ける。また、自分と違って順調に力を付けていくグレンへの嫉妬もあって精神を病み、ついに自由都市ユラス・アプラスを襲撃するという暴挙に出た。しかしケインツェルやエルサリアの助力を得た自警団の反撃に遭い、逆に自身の浮遊城にまで攻め込まれる。その戦闘の混乱の中で完全に錯乱して記憶の退行を引き起こし、もはや現実を認識できなくなったバレスターは現状を20年前の"闇の異邦"との戦いの最中だと錯覚。自分の下に辿り着いたケインツェルを、助力に来たアシェリートだと誤認して縋り付くも、そのあまりに惨めな姿を見ていられなくなった彼に介錯するかのように斬り捨てられた。
レベロント
声 - 加瀬康之
侯爵。クローツェンの領主を務める。自己中心的な性格かつ自分の保身ばかり考えており、使命の旅で一番最初に怖気づき、敵の軍勢を前に命を賭して死の森に送り出してくれた人々の期待を裏切って撤退を口にし出したのがレベロントだった。またかつての旅の時から自分が皇帝になる野望を抱いており、アシェリートに自身の身を守ることも依頼していた。
昔からグレンとは反りが合わなかったため、皇帝より逆賊討伐の指揮権を与えられたグレンに対抗意識を燃やし、強引に配下を討伐戦に参加させ、それがグレンの1度目の死の原因となった。グレンの死後はイクフェスを配下に迎え、グレンの仇を討つと言って皇帝陛下より指揮権を与えられる。イクフェスとケインツェルの戦いに勝負がついた時魔道兵器による砲撃を行い、激昂したイェブルの豪族を壊滅させた。
領主としては強引なやり口で知られ、冷酷非道と恐れられている。十数人の子供がいて、それぞれに父の冷酷さや残酷さを継承している。
ケインツェルを討つと“英雄殺しの逆賊”を討った功績と軍事力を背景にモラン、レムダ、イェブルを手に入れる。さらに帝国軍総統として闇の異邦との開戦を宣言する。闇の異邦への開戦は単なる野心だけでなく、アシェリートへの劣等感の克服（封印しただけの彼を闇の異邦を討つことで超える）を目的としている節がある。
後継者として将来を期待していた息子（正妻の子）をケインツェルに討たれたことで怒り狂い、自らケインツェルに挑むが死んだはずのグレンの横槍が入って水入りとなった。グレンに追い詰められるうちに正気を失って自身の勝利を妄信し始め、息子たちにも見限られて追い詰められた先で遭遇したケインツェルに討ちとられる。
イシューディーン
竜伯。竜伯の名の通り大飛竜軍団を保有しているらしく、グレンの逆賊討伐軍に飛竜部隊を派遣、自らもグレンを補佐する。
七英雄の中ではグレンに近い考えを持っている様子がみられる。逆賊討伐によって帝国軍の実権を握ったレベロントには距離を置き、七槍騎士団を配下に迎え入れている。領内で極秘に浮遊城塞「天槍城」を建造していた。
元々グレンの家に仕える家系であったが、当時は自尊心が高いだけのグレンには失望していた。しかし使命を果たしたアシェリートたちを殺すという道に外れた真似をしてでも帝国での地位を確立しようとするグレンに心服し、忠誠心を新たにしていた。結局心の弱い人物であり、グレンに忠誠を誓っていたのも依存に近い。彼の野望を叶えれば弱い人間達が自分のように古い殻を捨てて強くなれると考え、完全に異形と化して戦っていたが、最後は人は弱くないと信じるケインツェルとイクフェスの力の前に滅ぼされる。
ニルゲンフェレト
城伯。ツィクヒートの領主を務める。逆賊ケインツェルに対しては逃げ腰で、逆賊討伐戦の際にはレベロントの領地クローツェンに逗留と言う形で半ば避難している。
追い詰められたレベロントの首を取ることで自分たちの助命を画策するが、ケインツェルと遭遇。脚をやられたところをギュレングルフに見捨てられ、互いに足を引っ張り合い討ち取られた。
ギュレングルフ
月読伯。ロゴの領主を務める。逆賊討伐戦ではニルゲンフェレトと共にクローツェンに逗留している。
追い詰められたレベロントの首を取ることで自分たちの助命を画策するが、ケインツェルと遭遇。助けを求めるニルゲンフェレトを見捨てて逃げようとしたが、互いに足を引っ張り合い討ち取られた。

### 尊き未帰還者達
エルグナッハ
声 - 山路和弘
最初の尊き未帰還者。軍師。「刃匠」ルディフトの弟子で、アシェリートの兄弟子。闇の異邦から帝国への侵攻を食い止めるため、帝国国境の町リエルデ・フェレムに石壁「千の石槍」を作る術式陣を発動させた。しかしその際、術式陣に取り込まれてしまい、自らも石と化してしまった。
七英雄の時代では彼を含めて旅の途上で果てた3人は聖人として崇められているが、裏切りの7人によって「従者」であったと貶められ、七英雄よりも格下として扱われている。

### 裏切りの槍
アシェリート
ケインツェルの項を参照。
クファー
剣の名門イェブナレス家当主の長子。封印の森で七英雄に討たれた。
怖気づいた七英雄たちに、アシェリートやギュスタフ、クレンテルとは違い継ぐべき家があると説得されるが、グレンが「刃匠」であるアシェリートの出自を引き合いに出したことに激昂した。使命のために三人と共に進み、その際に三人の技術は帝国に持って帰る価値があるものであると語り、アシェリートに「生きて帰ったら、息子に剣を教えてくれ」と頼んだ。
後にアシェリートはイクフェスに黒翼会得の助言を行い、約束は果たされた。
ギュスタフ
右目のそばに痣がある褐色の肌をした女性。辺境の生まれで戦技に優れていた。
クレンテル
アシェリートよりも小柄な少年。ギュスタフと同じように辺境の生まれであり、両目の目元に刺青が入っている。魔導の知識に秀でていた。

### 七槍騎士団
ロズン
声 - 浜田賢二
七槍騎士団の騎士。実直な性格と強い正義感を持ち、剣の腕前も一流。０巻において、ケインツェルの正体と「七英雄」および「裏切りの槍」の真実を知ってしまう。彼の英雄としての姿に心惹かれ、その復讐に対する共感と帝国への忠誠心との間で苦悩し続けるも、当初は帝国の安寧とケインツェルの名誉のため、裏切りの槍アシェリートではなく辺境の英雄ケインツェルとして彼を死なせるべきだと考えていた。ケインツェルによってグレンが討ち取られてからイシューディーン竜伯の下に身を寄せていたが、レベロント軍の動向調査に出ている間に七槍騎士団が解散、「天槍騎士団」として再編されており、騎士団の元同僚が得た力と敵方と言うだけで非戦闘員まで皆殺しにしようとする振る舞いに驚愕する。
蘇ったグレンに会い、その真意を聞いてからも迷い続けていたが、自身が心の奥底で求めていた「本当の英雄」であるケインツェルと共に戦うことを決心してラングザッツを斬った。グレン王戦争後は、封印が解けた死の森で飛竜艇部隊を率いて異形と戦っている。
シェムリェ
声 - 杉浦しおり
ロズンと共に行動する騎士の一人。眼鏡をかけた少々トロくさげな女性。弓使いで魔導紋を刻んだ矢をつかう。
クレンツ
声 - 中村光樹
ロズンと共に行動する騎士の一人。ロズンより大柄な青年だが、現時点では活躍の場が無い。シェムリエが弩を使う際には装填を補佐する。
エルサリア・ラハンクレーブ
声 - 前田佳織里
選帝侯の娘にして七槍騎士団の精鋭。17歳。2年ほど前、仲間と共にたった4人で貴族の反乱を鎮圧した。ロズンの頼みにより3人の仲間を率いてケインツェルを追う。しかし暴走したバレスターがユラス・アプラスを襲撃した折、民を守るために砲台伯軍と戦う。バレスターが討たれた後、七槍騎士団の使者に砲台伯への反逆に加担した疑いで軟禁されるが脱出、バレスターの暴挙を告発するために帝都に向かうことを決意する。
ケインツェルとの再会を望むピーピと行動をともにし、ケインツェルの正体と「七英雄」の真実を知る。七槍騎士団の人間であるが、七英雄の欺瞞と堕落を知り、「十王家の円卓」にて直訴するが黙殺される。それを切っ掛けに自身の意思で帝国を救うために行動することを決意。帝都を離れて活動する。
風呂は機会があれば可能な限り入浴する信条を持っており、そのためにアトに次いでサービスショットが多いキャラ。ユラス・アプラスで手に入れた飛竜母艦（元々はグレンが発注した物）にも風呂場を増設した。
王を自称したグレンの反乱に対抗して戦線に立ち、グレンの天槍城の破壊に成功。グレン討伐後、皇帝に選ばれエルサリア1世となる。
エルツェン
声 - 霜月紫
エルサリアと共に行動する者の一人。眼鏡の優男だが、術式を良く使いこなすチームの知恵袋。妖精の力、存在に興味があってそれらのことがらに出くわすと先走る傾向がある。エルサリアを「お嬢様」と呼ぶ。元々ラハンクレーブ家に仕えているようで、エルサリアが生まれてからの事績も良く覚えている。
ダリステ
声 - 乃村健次
エルサリアと共に行動する騎士の一人。いかつい男だが、軍略にも明るく正攻法のみならず搦め手もこなす。辺境との境でグレンを襲ったケインツエルが解き放たれた際にも最後まで警戒していたほか、ユラス・アプラスでの戦いでは「終わらせるにはバレスターの首を奪るしかない」とエルサリアに献策している。
カルクリス
声 - 徳留慎乃佑
エルサリアと共に行動する騎士の一人。四人の中では軽口をたたくことも多いが、相手の心理も含めた「読み」に長けている。
イクフェス
声 - 大野智敬
グレンを主人として所有されていた若き奴隷騎士。裏切りの槍の一人、クファーの実子。「剣の館」出身で、剣術の腕は若輩ながら帝国最強クラス。当時の主であるグレンにより逆賊討伐を命じられ、ケインツェルと剣を交えることとなる。
グレンに襲いかかるふりをしてみたり、ケインツェルについて「（七英雄を）一人より二人殺してくれていたほうがより箔がつくので倒しがいがある」とロズンの前で言ってのけるほど大胆不敵な性格。初戦ではケインツェルに敗れたものの、その強さに「今の僕では黒翼なしで君に勝てない」と言わしめた。
グレンがケインツェルに討たれた後、彼との再戦のために七槍騎士団を離脱。奴隷騎士の身分を無視した最上級の待遇でレベロントの配下に迎えられた。自身の故郷であるイェブルにて、かつてアシェリートが鍛えた「妖精鉱の剣」を持ってケインツェルと一騎討ちで再戦。剣戟の全てとまではいかなかったものの、黒翼を捌ききった。戦いの最中、ケインツェルの助言によって黒翼を習得し、彼を倒すがとどめをささず手を差し伸べた。
ケインツェルとの戦いののち、功績を認められアシェリートから長らく空位が続いていた「刃匠」の称号を継承した。
正式な騎士となり、軍の旗頭的立場に据えられるが、戦場においてかつての刃匠・アシェリートのように仲間を勝利に導くことが出来ない自身の未熟さに苦悩する。レベロントの敗戦後はエギムと共にグレン側の城に囚われていたが、皇帝自ら出陣した戦闘の際に脱出、帝国軍に合流した。
既に剣術の腕ではケインツェルでは捌き切れない程に成長しているが、それ故に、自身から本来得られるはずだった実父・クファーと最強の剣匠・アシェリートという「2人の師」から剣を学ぶ機会を奪ったグレンを激しく憎悪している。グレン王戦争後は、新たに編成された帝国の精鋭軍「黒翼騎士団」を率いてグレン軍残党の掃討に当たるが、傍らにはクヴェリアを伴う。
グレン王戦争から一年後、帝国最強の刀匠として名を馳せていたが、戦勝記念式典の場で皇帝を暗殺しようと襲撃してきたかつての知り合いである騎士イルガフの異常なまでの剣技に押され、その程度で刀匠を名乗っているのかと見下される。

### 天槍騎士団
ゼフィ
声 - 佐藤元
ピーピがモランで出会ったミルエル・ミラエル族の少年。家族と共にアルテアの伝手で密航し辺境から逃げてきた。ファーゴに両親を殺され天涯孤独となってしまうが、彼はその事実を知らされないまま（ピーピの目撃証言を誰も信じようとしなかった）だった。天槍騎士団の一員として再登場した際に、ピーピを味方に迎え入れようとしたが拒絶された。最後は損傷した天の槍のエネルギー源として自ら身を捧げる事を選び、結局何も知らず利用されるだけの人生を送った。
プランクファン
七槍騎士団ではロズンとも面識があった青年騎士。「鉄の舌」と呼ぶ身体から生えてくる刃を操る。レベロント領から脱出してきた難民を残党と断じて虐殺するが、ケインツエルの黒い剣に敗れ手足を斬り落とされる。味方からも見捨てられ、身内を殺された難民たちの手にかかって死んだ。
ゲドゥーザ
デジーダ
グレンの命令で剣の館を訪れ、グーリェに“天槍の雫”を飲むことを進めるが断られる。だが、門下生の一人が盗み飲んだことで起きた騒ぎの中、発見したケインツェルに挑み、黒翼に敗れる。彼女自身も剣の館出身。天槍の雫で若さを取り戻したと語っており、10数年前という回想シーンから実年齢は40過ぎ程度と考えられる。
グノーディス
デジーダが剣の館に連れてきた少女で彼女の弟子。剣の館門下生を5人抜きするなど実力は高い。デジーダがケインツェルに敗れた際に戦おうとするが、デジーダの今際の際の言葉で撤退する。拠点に戻り報告を行うが、騎士団の反応は冷淡なもので、激昂したまま剣の館に舞い戻るが、ケインツェルたちはすでに帝都に向かっており、一時的に館を離れようとしていた門下生を皆殺しにした。
デジーダからは将来的には黒翼を破るまで成長することを期待されていた。日を置かずにゾルングルド城の戦いでケインツェルと戦うが、黒翼を受けて城から落下し生死不明。
ゲナンディクス
帝国諸侯だが、グレンにつき帝都近傍のゾルングド城を占領した。潜入してきた皇帝を討ち取ろうと罠にかけるが、逆に息子を討ち取られる。増援として現れた天槍騎士団に敗北したと判断され、天槍城の魔導兵器による攻撃を受けて戦死。

### 黒翼剣軍
偽クファー
巨大な棍棒を武器に愛馬「ザイラス」を駆る大男。基本的に女を凌辱する事と略奪や殺戮をする事しか頭にないクズ。登場時も捕らえた女を凌辱していた。配下の百人隊を全滅させた片目に傷のある男（ケインツェル）を部下に探させ、ケインツェルが滞在する村を襲った。死に際にケインツェルの正体を聞かされて涙を流し命乞いするが、初めから許す気が無いケインツェルに容赦なく惨殺された。
偽ギュスタフ
電撃の技を操る女。好色で残忍。美少年とみれば見境なく喰う淫乱。捕らえた者を妖精や魔物との融合実験に使うなどする外道。アトの兄クラトを人質にして、彼女にケインツェルを襲わせる。乱戦の中、味方ごと魔法で薙ぎ払うという見境の無い攻撃により捕縛したケインツェルを犯そうと襲うが、逆に彼のテクニックの前に敗北し脱走される。怒ると体が膨れ上がって化け物じみた姿に変化する。ケインツェルに討たれた。
アルバヌング
辺境伯。黒翼剣軍に密かに協力していたが、偽クレンテルに巨大な化け物に変えられて操られ、ロズンたちに討たれた。滅びる間際に意識を取り戻し、部下のリグレスに「私は力を欲して選び間違えた」と語った。
偽クレンテル
ケインツェルたちの襲撃に際し、アルバヌングを巨大な化け物に変えて操ったが、意識を取り戻したアルバヌングに殺された。
偽アシェリート
黒翼剣軍の指導者。黒い長髪の男で、二刀流に魔導の力で背中から生やした二つの刀を加えた四つの刀を奥義「黒翼」と称するが、ケインツェルの放った真の「黒翼」には全くかなわなかった。ケインツェルが本物のアシェリートと知ると、反乱を起こした理由を話してケインツェルに反乱の指導者になってほしいと願うが、ケインツェルは自分達の名を騙って汚名を上塗りした彼らを許さず断罪した。

### イェブル
クヴェリア
ゼフォーレア家の当主であるラヴァーンの妹。イェブナレス家の跡地を訪れたケインツェルたちと出会い、イェブナレス家の行方を知りたがるケインツェルを客として招き入れる。
幼いころに没落した後のイェブレナスの嫡子イクフェスと会っており、イェブルはイェブナレス家が治めるべきと考え、イェブルの状況を憂いていた。
エルサリアの古い友人でもあり、彼女に会いに来たところで、たまたま彼女とケインツェルの話を聞いてしまい、ケインツェルの正体と「裏切りの槍」の真実を知ってしまう。グレンを断罪したケインツェルの行いを肯定した。ケインツェルとイクフェスの戦いに最も心を痛めていた。
グレンとの決戦ではイェブルの軍閥の生き残りを率いてイクフェスの下に駆け付ける。
イクフェスに対しては単にあるべき主君としてだけでなく個人的に慕っていた様でグレン討伐後はイクフェスの側に居る。
ラヴァーン
ゼフォーレア家の当主。顔に傷や痣があり、左腕を失っている。
争いを嫌っているが、もともと好戦的で知られた軍閥のゼフォーレアの中でも勇猛果敢な戦いぶりで知られていた。ケインツェルを領主であるグレンを殺しイェブルを不安定にした元凶の逆賊であると知っていながら客として招き入れた。
クヴェリアに対し、イェブレナス家の名前を出すことも許していなかったが、実はクファーの無実を信じ主家であるイェブナレス家をイェブルに呼びもどすために今まで戦ってきた。実際、軍閥もその多くは「自らがイェブルを統一しイェブナレス家を呼び戻す」ために戦っていた。クヴェリアから「裏切りの槍」の真実を知り、イェブルを変えることを決意する。
ケインツェルを撃ったレベロントに対しナバルド達と共に戦いを挑むが、鎮圧された。
ナバルド
ゼフォーレア家と争っていた軍閥の一つであるゾナレリ家の将軍で、鬼神と呼ばれる。エルサリアの説得を聞き、ゼフォーレア家に武装をせずに単身で和平を申し込み来た。
逆賊を期日までに捕えることのできなかったイェブルを守るためにレベロントに首を差し出そうと進み出たラヴァーンに付き合う。
ミリエダ
クファーの妻にしてイクフェスの母。クファーの裏切りによってイェブレナス家が没落した後は、グレンの作った「裏切りの槍」の墓碑にて、もともとイェブレナス家の重臣であった墓守のものと暮らしている。クファーの無実を信じていると言い、むしろ「信じるに値しない男と結婚した覚えはない」と断言した彼女の姿にケインツェルは涙を流した。
長男であるイクフェスの他にも二人目の夫（既に故人）との間にも二人目の息子・エリオがおり、帝都の学校に通っている。イェブレナス家に嫁いだものだけあって帯剣し、佇まいを見ただけでケインツェルの技量を見抜いた。

### レベロントの子女
レベロントの子供たち。父親に従って厳しい支配と弾圧を行っていた。
ガイエラル
長男。最後まで父に従った。裏切ったログズナーたちから父・レベロントを守ろうと魔導で自身を怪物化して戦うが、スパズに殺された。
ログズナー
三男。過去の負い目からくる妄執に捕らわれ、強行すぎる策を進める父に批判的だったが、敗北を認めず妄想に捕らわれた父親を見限ってグレンに従う道を選ぶが、帝国軍と合流したバラントに飛行船ごと打ち取られる。
バラント
四男。自分たち兄姉と違い、平和な時代を担える者としてグエルードに期待していたが、彼のコンプレックスを察することは出来ず、死を選んだ弟を「最後まで軟弱だった」と語りながら涙した。レベロントが死んでからは残存した軍の主力として戦っている。グレンによる宣戦布告によって帝国軍に合流。ケインツェルに対しても家族の仇であると認識してはいるが、自身には殺すだけの技量はないこと、正しいのはケインツェルだということ、帝国のみならずサーランディエン全体の危機であることから涙を流しながらも「私心は捨てた」と語る。
決戦においては天槍城に斬り込むケインツェルたちを援護し、魔導兵器による一矢を狙うエルサリアを守るために飛竜艇で特攻を行い戦死した。
スパズ
五女。ログズナーと共に父親を見限ってグレンに従う道を選ぶ。かなり太めの中年女性だったが、魔導による改造を施されて筋肉質ながら妙齢の美女と大幅に姿が変わる。右腕に強靭な爪と鱗を持つようになり、その力を以て戦うことに喜びを見出している風もある。女性を侍らし捕虜となったフロージェを男根を生やして凌辱しようとするなど、同性愛者というより性的嗜好としては男性的な面が強い。
帝国軍の反攻に対してケインツエルとの一騎打ちに臨んだが、すでに突出して孤立した彼女と時間をかけて戦うことはなく、弓兵の射撃と黒い剣によって打ち取られた。
グエルード
レベロントの正妻の子（末っ子、六男）。兄弟の中では柔弱な性格だが、父や兄たちからは後継者として将来を嘱望されている。しかし、本人は自身の性格にコンプレックスを感じていた。選帝侯のいる城を攻めるが、ケインツェルたちの活躍による自身の敗北を認められず特攻して散った。

### サーラント帝国
ラルゴールIII世
声 - 一条和矢
サーラント帝国157代皇帝。既に老齢の域に達しているが、かつては刃匠・ルディフトと並び称される剣士で、凡百な兵など足下にもおよばぬ腕を持つ。
アシェリートの実力を買っており、20年前の使命の旅に出る時には実の息子であるグレンのことを頼んでいる。アシェリートも彼を敬愛していた。
「たとえ七英雄でも罪を犯したならば裁かねばならん」と発言する、グレンに“英雄殺しの逆賊”討伐を厳命するなど果断な姿を見せていた。
しかし、グレンがケインツェルに討たれたためにすっかり無気力となってしまい、レベロントの専横を許してしまう。だが、蘇ったグレンが起こした「英雄戦争」以降は再び立ち上がり、自ら手勢を率いて各種兵器の収集や帝都近辺の地固めを行う。その最中にグレンとの戦いで致命傷を負い、再会したアシェリートの功績を認め、グレンの暴挙を止めることを託して逝った。
月読の巫女（つきよみ の みこ）
帝国において「天律」と呼ばれる流れを読み、予知を行う巫女。彼女が帝国に訪れる「災厄」と「新たなる英雄」を予知したことから物語は始まる。
ルディフト
アシェリートの育ての親である刀鍛冶の馴染。「剣の館」創設者であり、ルディフト流剣術と、奥義「黒翼」を編み出した稀代の達人。アシェリートの先代の「刃匠」である。
グーリェ
「剣の館」師範。老いてなお強さと美しさを兼ね備えた女性。幼少からアシェリートに剣術を教えた人物であり、アシェリートからも慕われていた。アシェリートの才能を高く評価し、彼を「剣の館」を継ぐべき者として「闇の異邦」封印の使命からの帰還を待っていた。「刃匠」の名を継いだアシェリートが逆賊として討たれたことで流派は潰えかけていたが、師範となった彼女の尽力で立て直す。
アシェリートに対しては弟子以上の感情を抱いていたようで、今でもアシェリートの無実を信じ、彼を想い続けている。そのため、七英雄となったグレンを敬愛している一方、内心ではアシェリートを討った彼のことを殺したいほど憎んでいる。
後に再会したケインツェルから正体と、使命の旅の真相を告げられ、ケインツェル一行の味方となる。
エギム
帝国軍の古参兵。かつての大戦を経験しており、“闇の異邦”から受けた呪毒を魔導紋で抑えることで辛うじて延命している。レベロントの策が無謀だとわかっているが一兵士としての立場から従いつつも味方の犠牲を増やさぬように戦っている。グレン側の城に囚われていたが、皇帝自ら出陣した戦闘の際に脱出、帝国軍に合流した。
最終戦では魔導紋の限界から味方を助けるために殿に立ち、自軍の勝利を確信して逝った。
ベッツエガルム
“無敗”のふたつ名を持つ傭兵で攻城戦を得意とし、個人の武勇より傭兵団全体を活用する用兵の妙をわきまえた“城攻め屋”。レベロント軍に雇われて選帝侯のいる城を攻めるが、アトたちに妨害される。かつての大戦時に「槍の勇者たち」に命を救われ、その時に心服したアシェリートに仕えることを誓っており、ケインツェルの正体に気付いた際には涙を流して「遅かったじゃねえか」と文句を言いつつも投降、攻めていた選帝侯側に付いた。帝国軍に参加したことで攻城櫓に魔導兵器を搭載して使うようになる。
最終戦では天の槍破壊を狙う魔導兵器の照準を壊れた攻城櫓で調整する形でエルサリアを手助けした。
フロージェ
アラグー平原の戦いで帝国軍を指揮する女騎士。帝都を死守すべくベッツェガルムの援護を受けながらスパズの軍を奇襲し本陣に斬り込むもスパズに捕らえられてしまう。魔導の力で男根を生やしたスパズに犯される寸前で駆け付けたケインツェル軍によって救出され、その後はケインツェル軍と合流しグレンとの決戦までを戦い抜く。

### 闇の異邦
ヴラグ・アリジュ
死の森の門が封印された際に取り残された"闇の異邦"の一族の一人。残党狩りを逃れるため密かに「七英雄」と接触し、彼らに”闇の異邦”の持つ魔導の技術を分け与えることで庇護を得ていた。グレンが魔導の力を使って封印を破り"闇の異邦"への侵攻を企てていることに気付き、これを暗殺しようとするも失敗して殺された。
レジェ・レヴィータ
ヴラグの娘。死の森の封印が破られれば長い戦乱の時代が始まると危惧し、グレンにそのための力を与えてしまった一族の恥を忍んでエルサリアの下に身を寄せる。

### 死せる王の騎士団
イルガフ
グレン王戦争から一年後、皇帝直轄領サーリオンの剣舞の離宮で開催された戦勝記念式典において、皇帝エルサリア１世を暗殺するべく襲撃してきた騎士。仮面で目元を隠している。エルサリアを偽りの皇帝と呼ぶ。イクフェスを大恩ある王を捨てて地位を手に入れた裏切り者と呼び、彼をも上回る圧倒的な剣技で護衛を次々と切り捨て会場を血に染めた。

### その他
クラト
クシャールンド首領家の王子で、アトの兄。黒翼剣軍の反乱の際に偽ギュスタフに捕らえられ、妖精との強引な融合を施された傀儡となる。最後は偽ギュスタフの死の影響で移植された部位が成長・暴走したため、ケインツェルによって命を絶たれた。
シャーレン
声 - 佐藤利奈
クシャールンド首領家第二王女。アトとクラトの姉。強い「妖精の血」の力を宿し、亜人のように長い耳を持つ。近隣の豪族と同盟を結ぶべく交渉に出向いた所をシュテムヴェレヒ方伯の軍に連れ去られ、不老不死のための実験台にされていた。ケインツェルたちによって救出され、ヴィドと共に故郷に戻った。ケインツエルたちと再会したヴィドがクシャールンド王を名乗っていたことから、彼を婿養子として結婚した模様。
ラシェブ、ヴァルゲ、ポレヴィーク
声 - 伊藤健太郎（ラシェブ）、金子隼人（ヴァルゲ）
辺境伯領と七英雄領を隔てる国境の町リエルデ・フェレムを支配する「僧院」の僧兵長。密航者に対する無慈悲な処刑を執り行う一方で、越境のための「徳」と称した賄賂を要求する卑劣漢。処罰する際の口癖は「遺憾だ」。危険に対しては他人を盾にした上で真っ先に逃げを撃つタイプで作中では数少ないギャグキャラに落ち着いた。
ユラス・アプラスで知り合った小悪党・ヴァルゲとポレヴィークらと共に行動しており、自身は大僧正、他の二人を正・副の僧兵長とした教団を自称している。
レペロントに取り入ろうとイシューディーンの領地に潜入。天槍城を発見するが捕らえられる。その後はグレンを崇める「天槍教団」を名乗り、帝国軍に呼応したり領内から逃亡しようとする者たちを反抗分子と称して処刑していたが、帝国軍の反攻作戦でポレヴィークは討ち取られ、ラシェブやヴァルゲは逃げようとした過程で見捨てられて死んだ。
大僧上
僧院の最上位に位置する人物。元は一介の商人であったが、23年前の「千の石槍」の出現を間近で目撃し「真理を悟った」として信者を集め僧院を築き上げる。真の目的は通行税の徴収によって私腹を肥やすことにあったと思われる。ケインツェルによって「千の石槍」が崩壊した際、ラシェブの盾にされて崩れ落ちる僧院の瓦礫に潰された。
ラングザッツ
声 - 鈴木崚汰
フリーの用心棒をしている剣士。これといった信念も持たず、強い「力」を得ることに執着している。「勝てない戦いはしない主義」な上に金額分以上の仕事はしない。アルテアと面識がある。彼の振るう大剣は妖精を封じた「魔剣」で、威力もさることながら封じられた妖精が上げる「悲鳴」は、その声を聴けるものに対しては耐えがたい苦痛を与える。
「僧院」ではラシェブに雇われてケインツェルたちと戦った。そして英雄戦争以降は蘇ったグレンに雇われていた。斬り込んできたケインツェルとグレンの戦いを横から魔剣の悲鳴により邪魔をした。悲鳴でまともに動けないケインツェルを圧倒して彼を助けようとしたアトをも退けるが、グレンを見限ったロズンに背後から刺され、それでも反撃して彼の剣を砕くものの、アトによってロズンに投げ渡された妖精鉱の剣で斬られ絶命した。死の間際まで力に執着していた。
ファーゴ
声 - 鳥海浩輔
方伯軍千人隊長。シュテムヴェレヒの下で、悪漢を使い若い亜人種の娘を集めていた。右腕から伸びる触手によって死体を操るという能力を持つ。かつては正しく志ある若者であったが、方伯に植えつけられた「肉の呪い」のため逆らうことができない。そのために次第に人格が歪んでしまった。

## 用語解説
神託暦
ユーベルブラットの世界で使われる暦の名称。「偉大なる始祖が神々から大地を託されし時」を紀元としたことが、その名の由来となっている。
七英雄
「闇の異邦」封印に向かった14人の勇者の内、「闇の異邦」を封印し帝都に凱旋した7人の若者のこと。英雄として崇められ、帝国各地に領地を与えられ、辺境地などでにらみを利かせている。彼らの存在が「帝国全体の平和」に貢献していることは事実だが、裏では辺境の亜人を不老不死を目的とした実験材料としてさらったり、度を越した恐怖政治を行うクズもおり、帝国の末端や虐げられる民にとっては見過ごせない問題を多数引き起こしている。
実際は、人々の期待を裏切って最後の戦いに怖気づいて「闇の異邦」の封印を4人に押し付けたばかりでなく、それぞれの野心や欲望のために、消耗していた彼らの帰還時を狙って惨殺した極悪非道の外道達。帰還後は、死人に口無しとばかりに未帰還となった7人の名誉を貶めており、英雄であるどころか「本当」の裏切りの槍は彼らの方である。外面を取り繕うのが上手く、本性を知らない民達からは立派な英雄だと信じられている。
Barestar バレスター砲台伯
Güllengurv ギュレングルフ月読伯
Nirgenfeled ニルゲンフェレト城伯
Glenn グレン侯
Lebellond レベロント侯
Ischüdien イシューディーン竜伯
Schtemwölch シュレムヴェレヒ方伯
裏切りの槍
「闇の異邦」封印に向かった14人の勇者の内、敵に寝返り他の7人に討たれたとされている4人。実際は「闇の異邦」を封じた「真の」英雄は彼らの方であり、帰還途中に待ち構えていた7人に裏切られて惨殺された。
Ascheriit アシェリート
Kfer クファー
Güsstav ギュスタフ
Krentel クレンテル
尊き未帰還者達
「闇の異邦」封印に向かった14人の勇者の内、旅の途中で民の盾になるなどして戦死した3人。彼らは死後「聖人」として称えられているが、七英雄の従者扱いに貶められて実際は名誉を汚されている。
Ergnach エルグナッハ
Ediem エディーム
Lanbard ランバート
闇の異邦（ヴィシュテヒ）
かつて帝国に対し侵略をくりかえした闇の軍勢。死の森の門が封印されているが、辺境地などに生き残りがいる。彼らの技術は従来の魔導技術との共通点も多いが、道具の材料に人（主に特殊な能力を持つ亜人）の血肉を用いたり、「人間そのものを造り変えてしまう代物」が多い。
黒衣の者たち
帝国の影で七英雄をはじめとした諸侯に魔導技術を売りつけている謎の集団。彼らがもたらした遠距離通信魔道具「金の耳」には闇の異邦の技術が使われていることが明らかとなっているが、その正体は闇の領邦と呼ばれている異世界の民で封印によってサーランディエンに取り残された生き残りだった。少なくとも見た目はサーランディエンの民と変わらず、本当に異種族なのかも不明。
七槍騎士団
七英雄グレン侯直属の戦士集団。正式な騎士団ではないものの、帝国最強の呼び声も高い。大部分はグレンの復活と共に「天槍騎士団」に移ったが、ロズンやエルサリアなど、独自の行動をとる者たちもいる。
少なくない団員が、内乱などで家族や故郷を失いグレンに助けられたという来歴があり、そういった恩義もあって忠誠心は高い。
天槍騎士団
黄泉返ったグレンが再編した騎士団。「天槍の雫」と呼ぶ薬によって配下の騎士・兵士は異形の力を得ているが、陣形を整えて槍を構えた前衛に剣一本で突撃していくなど、明らかに理性が働かなくなっている者が多く、その名からは乖離した集団となっている。
天槍の雫
グレンが配下に与えている魔導薬。服用した者に全盛期への若返りや絶大な「異形の力」を与えるが、その力を御するだけの精神力がなければ、人の姿を維持できない危険な代物。グレンは「力」を望む者、すべてに与えようとしていたが、多くの者が不相応な「力」に振り回されて自滅するだけだった。
天槍城
グレンの計画に従ってイシューディーンが建造していた浮遊城。中央に配置されたレールによって「天の槍」と呼ばれる魔導兵器を運用する。
天の槍
グレンが作らせた魔導兵器。かき集めた妖精鉱を無理やり張り合わせたような姿だが、威力は絶大で闇の異邦へ繋がる封印を破壊するだけの力はある。
千の石槍
辺境伯領と七英雄領の境にある巨大な壁。闇の異邦の侵攻から民達を守るために、尊き未帰還者達の一人、エルグナッハが己の命を懸けた術式陣によって作られた。大戦後は辺境と帝国中央との自由な通行を妨げる障壁となっており、リエルデ・フェレムの僧院が私腹を肥やす元となっていた。とうに役目を終えており、今では本来の目的とまるで異なる使い方をされていたため、エルグナッハの遺志を守ろうとケインツェルによって破壊された。
黒翼剣軍
辺境を荒らしていた反逆者たち。指導者の4人は元々辺境の小領主だったが、「闇の異邦」との大戦後に勃発した内戦において皇帝と七英雄が内戦の責任を自分達に押し付けて追放したのを恨み、「闇の異邦」の魔導の業に手を染め、「裏切りの槍」の名を騙って反乱を起こす。その存在自体が帰還したケインツェルの逆鱗に触れており、彼によって討伐された。
ルディフト流剣術
剣士ルディフトが創設した剣術流派。本拠地は「剣の館」。現在最も多く「刃匠」を輩出している流派である。
アシェリートが逆賊として討たれたことで存続が危ぶまれていたが、師範代であるグーリェの尽力によって持ちこたえ、イクフェスが新たな刃匠となったことで尊厳を取り戻した。
「八の基本型」と呼ばれる型を徹底的に反復し鍛えることを基礎としており、これは肉体の限界を超えて放つ奥義「黒翼」のための土台作りの意味も含まれている。
「黒翼」以外にはこれといった技と呼ばれるものが存在せず、剣士自身のセンスと身体能力、反復することで体に染み付いた「八の基本型」で状況に応じて柔軟に戦うスタイルが特徴である。
門下生の中にはただ「八の基本型」を繰り返すだけの鍛錬に耐えられず、音を上げる者も少なくない。しかし、対人訓練や魔物相手の訓練は基本型を完全に修得したと師範に認められなければならないため、基本の鍛錬ぐらいは「言われなくても続ける」くらいでなければ大成しない。
刃匠（ブラットマイスター）
帝国における当代最強の剣士に与えられる称号。ルディフトの後継者となったアシェリートが逆賊として討たれてから、長らく空位の状態が続いていた。
イェブルでの騒動の後、元奴隷騎士のイクフェスが「黒翼」を会得し、正式に新たな後継者となった。なお、作中に登場する刃匠は全員ルディフト流剣術「剣の館」出身である。
黒翼
ルディフト流剣術奥義。歴代の刃匠がルディフト流の剣士であるためか「刃匠のみが使うことのできる技」と称されている。
「八の基本型」を極め、肉体と精神の枷を外した（迷いの無い純粋な心を持つ）者でなければ会得することはできない。
膨大な殺気を解き放つことで黒い幻影（破壊の黒風）を生み出し、怯んだ相手に「八の基本型」のすべてを叩き込む。いわゆるフェイント系の技。ケインツェルの放つ黒翼は相手の肉体を武器や鎧ごと破壊するほどの威力を持つ。
ケインツェルにとって「黒い剣」と並ぶ切り札であるが、同時に妖精と融合したまだ不安定な身体に多大な負担をかける両刃の剣でもある。
ルディフト流剣術において唯一名前が付けられた技であるが、決まった動きをするものではなく、使い手によって剣戟が異なるという特徴を持つ。
例としてケインツェルの黒翼は師であるルディフトのものとは違い、動きの中にクファーから習ったイェブル流剣術を取り入れ、独自のアレンジ（八の基本型+イェブル流剣術）が加えられている。
このため、たとえ黒翼がどんな技なのか仕組みを理解していても防御しきることが非常に難しく、黒翼が必殺の奥義とされている所以である。
後にイクフェスもケインツェルとの一騎討ちの際に黒翼を会得した。
天幻
黒翼を破るためにグレンが編み出した技。闇の領邦の技術で再生した身体でなければ使えないということから、フェイント技である黒翼を「正面から叩き伏せる」という脳筋系の剣技。
黒い剣
その名の通り、ケインツェルの右腕から生み出される巨大な黒い剣。四本まで生み出すことができる。これをどのようにして手に入れたかは明かされておらず、その禍々しい造詣や刻まれた文字は、闇の異邦の魔導兵器に通じるものがある。使用には多大な負荷が伴うらしく、月の光の無い場所では数回しか使えない。劇中では、物量で圧された際の状況打破や雷の吐息を防ぐなど、汎用性が高い。ちなみに、黒い剣で破壊できなかった物は未だ登場していない。
妖精鉱の剣
かつて刃匠・アシェリートが鍛えた剣。イクフェスが所有。持つ者の感覚を砥ぎ澄まし、技の冴えを高める。イクフェスは鍛錬でこの剣を振るった際、剣を振るほどに高まる感覚に驚愕していた。元々はアシェリートが拾われた際に携えていた「妖精鉱」で、養父である鍛冶屋がどうやっても加工出来なかった代物を幼いアシェリートが養父の鍛冶仕事を「見よう見まね」でなぞり作り上げた。アシェリートが製作してから数十年の時を経ているが、全く劣化していない。また、闇の異邦封印のために選抜された14人の勇者に与えられた「槍」もアシェリートの打ったものである。
妖精鉱自体は寿命を終えた妖精たちの骸が大地にしみ込んで折り重なることで出来上がった物。グレンによってほぼ掘りつくされるが、わずかに残った欠片からケインツェルによって新たに五振りの妖精鉱の剣が作られた。
竜の口
方伯の城に配備された魔導兵器。吸い込んだ大量の湖水を陣核で超過熱・超圧縮し“妖精黒体”として撃ち出す（雷の吐息）。元は「闇の異邦」から鹵獲したものでアシェリートとシュテムヴェレヒによって修理された後、「闇の異邦」や方伯への反乱分子など数多くの敵を撃破した。
選帝侯
皇帝を選出する権限を持つ諸侯。新皇帝を選出することで、現皇帝を廃立する権限をも持っているようである。権力の固定化を防ぐ意味でも「世襲は認めない」という不文律がある。
死せる王の騎士団
グレン王戦争で生き残った残党軍のうち最大勢力を誇る軍団。グレンの狂信者で構成され、どこの誰ともしれないミイラをグレンの遺体と称して神輿にしている。彼らの掲げる主張は、グレン王の復活と偽りの皇帝および現帝国の打倒。帝国南方の棄てられし帝国領と呼ばれるヘレニルドで蜂起し、かの地の街をいくつも襲撃。その血をグレンに捧げると宣って住民を虐殺するなど、およそまともな思考を持っているとは思えない所業を繰り返している。
本物のグレンは、異形化して倒された際に砂塵となって滅んでいるためその遺体が残っているはずはないが、かつて古い肉体を糧に若返って復活したグレンは本来の彼とは若干異なる人物になっていたとケインツェルは証言。闇の異邦の技術を用いれば、他人の遺体を使ってもあのグレンが復活出来るのかもしれないと危惧している。

## 書誌情報
- 塩野干支郎次 『ユーベルブラット』 スクウェア・エニックス〈ヤングガンガンコミックス〉、全24巻
  1.  2005年7月25日発売[13]、ISBN 978-4-7575-1479-9
  2. 2005年7月25日発売[14]、ISBN 978-4-7575-1480-5
  3. 2005年11月25日発売[15]、ISBN 978-4-7575-1575-8
  4. 2006年3月25日発売[16]、ISBN 978-4-7575-1643-4
  5. 2006年9月25日発売[17]、ISBN 978-4-7575-1780-6
  6. 2007年3月24日発売[18]、ISBN 978-4-7575-1970-1
  7. 2007年9月25日発売[19]、ISBN 978-4-7575-2121-6
  8. 2008年3月25日発売[20]、ISBN 978-4-7575-2242-8
  9. 2008年9月25日発売[21]、ISBN 978-4-7575-2386-9
  10. 2009年3月25日発売[22]、ISBN 978-4-7575-2514-6
  11. 2009年9月25日発売[23]、ISBN 978-4-7575-2685-3
  12. 2012年2月9日発売[1][24]、ISBN 978-4-7575-3004-1
  13. 2012年9月25日発売[25]、ISBN 978-4-7575-3740-8
  14. 2013年3月25日発売[26]、ISBN 978-4-7575-3910-5
  15. 2013年10月25日発売[27]、ISBN 978-4-7575-4100-9
  16. 2014年4月25日発売[28]、ISBN 978-4-7575-4258-7
  17. 2014年11月25日発売[29]、ISBN 978-4-7575-4478-9
  18. 2015年5月25日発売[30]、ISBN 978-4-7575-4648-6
  19. 2016年5月25日発売[31]、ISBN 978-4-7575-4989-0
  20. 2016年12月24日発売[32]、ISBN 978-4-7575-5192-3
  21. 2017年7月25日発売[33][34]、ISBN 978-4-7575-5420-7
  22. 2018年2月24日発売[35]、ISBN 978-4-7575-5635-5
  23. 2018年9月25日発売[36]、ISBN 978-4-7575-5857-1
  24. 2019年6月25日発売[37]、ISBN 978-4-7575-6171-7
- 塩野干支郎次 『ユーベルブラットII 死せる王の騎士団』 スクウェア・エニックス〈ビッグガンガンコミックス〉、既刊2巻（2025年3月25日現在）
  1. 2024年12月24日発売[38][39]、ISBN 978-4-7575-9588-0
  2. 2025年3月25日発売[40]、ISBN 978-4-7575-9772-3

## テレビアニメ
『Übel Blatt〜ユーベルブラット〜』のタイトルで2025年1月から3月までTOKYO MXほかにて放送された。

### スタッフ
- 原作 - 塩野干支郎次[9]
- 監督 - 直谷たかし[9]
- 副監督 - 浅見松雄[10]
- シリーズ構成 - 髙橋龍也[9]
- キャラクターデザイン - 立石聖[9]
- サブキャラクターデザイン・プロップデザイン - 扇多恵子[10]
- モンスターデザイン - 関崎高明[10]
- メカデザイン - 枝松聖[10]
- 色彩設計 - 宮澤利江[10]
- 美術監督 - 小崎弘貴[10]
- CGディレクター - 後藤浩幸、池田裕行[10]
- 撮影監督 - 兪飛[10]
- 編集 - 長谷川舞[10]
- 音響監督 - 藤本たかひろ[10]
- 音響効果 - 奥田維城[10]
- 音響制作 - ダックスプロダクション[10]
- 音楽 - 成田旬[10]
- 音楽制作 - ポニーキャニオン
- 音楽プロデューサー - 矢後建
- チーフプロデューサー - 畑秀明、阿部隆二、坂柳桂二
- プロデューサー - 渡部祐樹、君塚耕太、曹聡、土井千鶴、安倍孝二、落合剛、松村尚
- アニメーションプロデューサー - 植田慎也
- アニメーション制作 - サテライト、Staple Entertainment[9]
- 製作 - 「ユーベルブラット」製作委員会（ポニーキャニオン、ANICI、MAGNET、SATELIGHT、Good Smile China、関西テレビ放送、スクエア・エニックス、BS日本、Staple Entertainment）

### 主題歌
「罪人」
GARNiDELiAによるオープニングテーマ。作詞はメイリア、作曲・編曲はtoku。
「Stella」
立花日菜によるエンディングテーマ。作詞は稲葉エミ、作曲は栁舘周平、編曲は樂と栁舘周平。

### 各話リスト
| 話数   | サブタイトル                     | 脚本     | 絵コンテ   | 演出     | 作画監督                                                                              | 総作画監督                 | 初放送日       |
| ------ | -------------------------------- | -------- | ---------- | -------- | ------------------------------------------------------------------------------------- | -------------------------- | -------------- |
| 第01話 | Durch bruch《突破》              | 髙橋龍也 | 直谷たかし | 浅見松雄 | 青野厚司 森悦史 岡田雅人 福山映二                                                     | 小林利充 立石聖            | 2025年 1月11日 |
| 第02話 | Unter Morgen Monde《残月の下で》 | 髙橋龍也 | 直谷たかし | 浅見松雄 | 飯飼一幸 櫻井拓郎                                                                     | 小美戸幸代 立石聖          | 1月18日        |
| 第03話 | Langer Regen《長い雨》           | 山田哲弥 | 祝浩司     | 浅見松雄 | 扇多恵子                                                                              | 扇多恵子 立石聖            | 1月25日        |
| 第04話 | Köinzell《ケインツェル》         | 山田哲弥 | 祝浩司     | 浅見松雄 | 𠮷岡勝 池田佳織 青野厚司 菊池一真 大塚八愛                                            | 小林利充 立石聖            | 2月1日         |
| 第05話 | Die Burg vom Helden《英雄の城》  | 髙橋龍也 | 西田正義   | 中村良   | 櫻井拓郎 森悦史 岡田雅人                                                              | 小美戸幸代                 | 2月8日         |
| 第06話 | Schtemwölech《シュテムヴェレヒ》 | 髙橋龍也 | 西田正義   | 中村良   | 南伸一郎 大塚八愛 飯飼一幸 池田佳織                                                   | 小林利充 立石聖            | 2月15日        |
| 第07話 | Der leere Sarg《空の棺》         | 髙橋龍也 | 直谷たかし | 澤田拓哉 | 櫻井拓郎 山崎千絵 菊池一真 石動仁                                                     | 小美戸幸代 立石聖          | 2月22日        |
| 第08話 | Der Heldmörder《英雄殺し》       | 山田哲弥 | 西田正義   | 浅見松雄 | 岡田雅人 𠮷岡勝 森悦史                                                                | 青野厚司 立石聖            | 3月1日         |
| 第09話 | Junge Blätter《若葉》            | 山田哲弥 | 西田正義   | 浅見松雄 | 大塚八愛 南伸一郎 菊池一真 河村涼子 森悦史 池田佳織 櫻井拓郎                          | 扇多恵子 小美戸幸代 立石聖 | 3月8日         |
| 第10話 | Gegenangriff《反撃》             | 髙橋龍也 | 祝浩司     | 中村良   | 櫻井拓郎 清水明日香 飯飼一幸 池田佳織 01 ゼロワン                                     | 小林利充                   | 3月15日        |
| 第11話 | Gefühl zu…《想いの先に》         | 山田哲弥 | 祝浩司     | 中村良   | 岡田雅人 森悦史 石動仁 𠮷岡勝 松下純子 01 ゼロワン Rad Plus                           | 青野厚司 立石聖            | 3月22日        |
| 第12話 | Neues Schwert《新たなる剣》      | 髙橋龍也 | 直谷たかし | 澤田拓哉 | 南伸一郎 清水明日香 齊藤香織 菊池一真 はっとりますみ 森悦史 青野厚司 櫻井拓郎 Revival | 小林利充 立石聖 青野厚司   | 3月29日        |

### 放送局
| 放送期間                | 放送時間                     | 放送局     | 対象地域   | 備考                                            |
| ----------------------- | ---------------------------- | ---------- | ---------- | ----------------------------------------------- |
| 2025年1月11日 - 3月29日 | 土曜 0:30 - 1:00（金曜深夜） | TOKYO MX   | 東京都     |                                                 |
| 2025年1月12日 - 3月30日 | 日曜 0:00 - 0:30（土曜深夜） | BS日テレ   | 日本全域   | 製作参加 / BS/BS4K放送 / 『アニメにむちゅ〜』枠 |
| 2025年1月13日 - 3月31日 | 月曜 1:59 - 2:29（日曜深夜） | 関西テレビ | 近畿広域圏 | 製作参加                                        |
|                         | 月曜 21:30 - 22:00           | AT-X       | 日本全域   | CS放送 / 字幕放送 / リピート放送あり            |

| 配信開始日    | 配信時間                   | 配信サイト         |
| ------------- | -------------------------- | ------------------ |
| 2025年1月12日 | 土曜 1:30（金曜深夜） 更新 | Amazon Prime Video |